# Under hjulet
Under hjulet (originaltitel: Unterm Rad) är en roman från 1906 skriven av den tyske författaren Hermann Hesse.
Hesse skildrar i berättelsen hur ett auktoritärt skolsystem försummar en pojkes liv. Systemet som beskrivs i boken premierar framgång i form av goda betyg, och lägger inte någon större fokus vid glädjen till kunskap. Boken är starkt kritisk till systemet. Den har även vissa självbiografiska inslag eftersom författaren själv gick på seminariet som nämns i boken, och blev relegerad, ett öde som liknar huvudpersonens.